# Меран, Жан-Жак де
Жан-Жак Дорту́ де Мера́н (фр. Jean-Jacques Dortous de Mairan; 26 ноября 1678, Безье — 20 февраля 1771, Париж) — французский геофизик, астроном и хронобиолог. Открыл циркадные ритмы растений и космическое происхождение полярных сияний, внёс существенный вклад в физику, астрономию и анализ древних текстов. Член Французской академии наук (1718), Французской академии (1734, кресло 15) и Британского Королевского общества (1735), первый избранный почётный член Петербургской академии (1734), иностранный член академий и научных обществ Швеции, Шотландии и Италии.
В честь учёного назван лунный кратер Меран.

## Биография
Де Меран родился в 1678 году на юге Франции, в городе Безье. Ещё в детстве остался сиротой. С 1694 по 1697 годы изучал в Тулузе древнегреческий язык, затем продолжил обучение в Париже, где слушал лекции Николя Мальбранша и увлёкся физикой и математикой. В 1702 году вернулся в Безье, занялся научными исследованиями и вскоре заслужил авторитет в самых различных областях естественных наук и филологии.
С 1741 по 1743 служил секретарём в Лувре. Умер в Париже в 1771 году, в возрасте 92 лет, от пневмонии.

## Научная деятельность
По своим научным убеждениям де Меран был картезианцем (сторонником системы Рене Декарта), и многие его труды развивали декартовские идеи, в значительной части надуманные. Например, Эйлер опроверг гипотезу де Мерана о том, что воздух состоит из частиц различной плотности (де Меран обосновывал это предположение тем, что иначе звуки разной высоты не могли бы иметь в воздухе одинаковую скорость).
В 1715 году дал объяснение парадокса «Аристотелева колеса». В 1720-е годы де Меран активно содействовал исследованиям своего ученика Пьера Бугера, которые привели к изобретению фотометра.
В 1729 году де Меран провёл эксперимент, убедительно показывавший существование у растений циркадного ритма.
В 1731 году открыл в созвездии Ориона «туманность де Мерана». В 1733 году опубликовал «Физический и исторический трактат о северном сиянии», где обосновал космическую природу этого явления («проникновение солнечной атмосферы в земную»).
В XVII веке вызывал горячие споры вопрос о том, какая величина (импульс {\displaystyle mv} или «живая сила» {\displaystyle mv^{2}}) сохраняется при движении. Де Меран и д’Аламбер первыми обосновали (для механических столкновений) как закон сохранения импульса, так и закон сохранения энергии.

## Основные труды

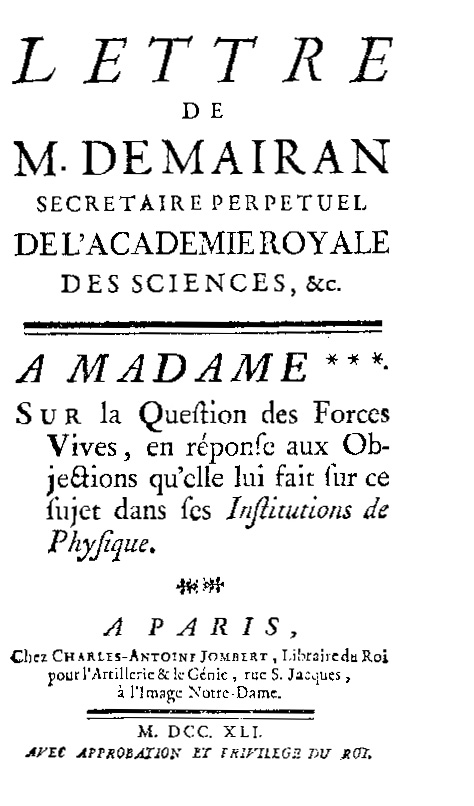
Sur la question des forces vives, 1741

- Dissertation sur les variations du barometre (Bordeaux, 1715)
- Dissertation sur la glace (Bordeaux, 1716)
- Dissertation sur la cause de la lumiere des phosphores et des noctiluques (Bordeaux, 1717)
- Dissertation sur l’estimation et la mesure des forces motrices des corps (1728)
- Traité physique et historique de l’aurore boréale, (1733)
- Sur la question des forces vives, 1741